# A Friend In London
A Friend In London, även känt under förkortningen AFIL, är en dansk indiepop- och rockgrupp bestående av Tim Schou, Sebastian Vinther, Aske Damm Bramming och Esben Svane. Gruppen bildades år 2005.
Den 26 februari 2011 vann gruppen Dansk Melodi Grand Prix 2011 med sin låt "New Tomorrow". De representerade därför Danmark vid Eurovision Song Contest 2011 i Düsseldorf och slutade på en femte plats i finalen.